# Karl Roßmann
Karl Franz Joseph Roßmann, anche con la grafia Rossmann (Kempten, 23 novembre 1916 – Bad Kreuznach, 1º aprile 2002) è stato un militare tedesco, tenente colonnello (Oberstleutnant) nella Fallschirm-Panzer-Division 1 "Hermann Göring", soprattutto durante la Campagna d'Italia e sul Fronte orientale.

## Biografia

### Inizi
Rossmann nacque a Kempten il 23 novembre 1916 e fu arruolato il 1º aprile 1936 come Fahnenjunker nel Flak Regiment 5. Il 1º settembre 1937 fu promosso Oberfähnrich del II. (Le flak)/Regiment "General Göring" e Leutnant il 1º aprile 1938, in quanto comandante di plotone della 5. Batterie. Dall'estate del 1939, la sua unità fu assegnata al quartier generale del Führer, con il compito di proteggere Adolf Hitler durante i suoi viaggi al fronte.

### Battaglia di Uman'

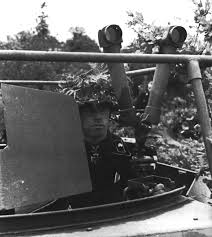
Il tenente Karl Rossmann all'interno di un Sd.Kfz. 250.

Il 1º aprile 1940 fu promosso tenente e all'inizio del 1941 ebbe il comando della 16. Batterie del Flak. Regiment "Hermann Göring", con la quale partecipò alla battaglia di Uman' e riuscì a resistere agli attacchi sovietici per 14 ore, tra Uman' e Slatopol, nei pressi della città di Swerdlikowo, insieme a una squadra di fanteria e alla 5. SS-Panzer-Division "Wiking",  ricevendo il 12 novembre 1941, la Croce di Cavaliere.

### Francia e Campagna d'Italia
Alla fine del 1941 fu trasferito con la sua unità in Francia e il 1º luglio 1942 fu promosso capitano, con l'incarico di comandare il I battaglione del Panzer-Regiment "Hermann Göring", con il quale fu trasferito in Sicilia e in Italia, durante la Campagna d'Italia nel 1943.
Probabilmente fu uno dei comandanti ad ordinare la Strage di Acerra ed altre stragi compiute dalla divisione corazzata durante la permanenza in Italia.

### Fronte orientale

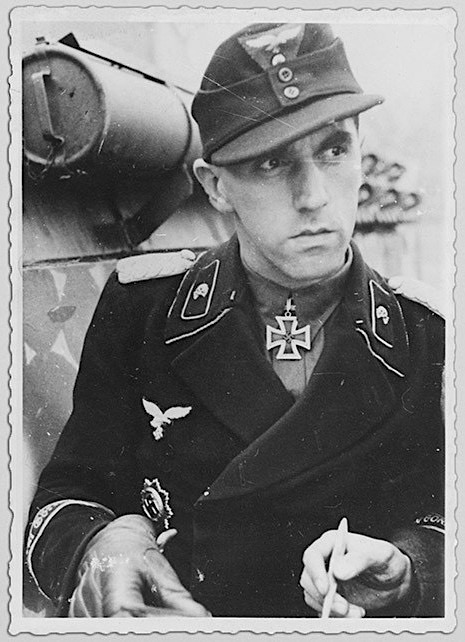
Il maggiore Karl Roßmann in uniforme con la Croce in oro e la Croce di Cavaliere, 1944-1945.

Il 1º gennaio 1944 fu promosso maggiore e nel giugno 1944 fu incaricato di guidare l'Aufklärungs-Abteilung "Hermann Göring". Nell'ottobre del 1944 ottenne il comando del Fallschirm-Panzer-Regiment "Hermann Göring", partecipando alla guerra in Prussia Orientale e all'Operazione Vistola-Oder.

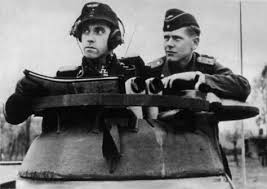
Karl Roßmann con Gerhard Tschierschwitz, 1943-1944.

Il 1º marzo 1945 fu promosso tenente colonnello e, alla fine della guerra, riuscì a guidare la sua unità attraverso l'Oder e Neiße, quando furono fatti prigionieri dagli americani.
Dopo la guerra si laureò in medicina e si sposò, diventando padre. Morì nel 2002, ricevendo al suo funerale onori militari alla presenza delle autorità militari.

## Opere
Rossmann pubblicò oltre 21 opere su 30 pubblicazioni in 2 lingue diverse (tedesco e inglese).
- (DE) Die Entwicklung der internationalen Hochfinanz im 17. und 18. Jahrhundert: London u. d. engl. Subsidienpolitik. Referat, gehalten am 13. u. 20. 2. 1930, 1930.
- (DE) Vom Handel der Welser um die Wende zum 16. Jahrhundert: Rekonstruktion aus Bruchstücken v. Handlungsbüchern, 1932-1933.
- (DE) Kampf der Pioniere, Zentralverlag der NSDAP, 1942.
- (DE) Dosismessungen am Konvergenzstrahler, 1951.
- (DE) Andre Eckardt, Aufbau der Sinnschrift: [mit Ergänzungsblättern], 1952-1953.
- (DE) Gesammelte Aufsätze und Zusammenstellungen zur Entwicklung der Sinnschrift, 1955.
- (DE) Die Symbolik in der Sinnschrift "SAFO", 1957.
- (DE) Robert Janker, Grundriss der Röntgentherapie, Berlino, Springer-Verlag OHG, 1958.
- (DE) Sinnschrift-Lern-Blätter Kurzlehrgang zur raschen Erlernung der Sinnschrift "SAFO", 1962.
- (DE) Andre Eckardt, Safo; kleines Wörterbuch zur Sinnschrift Safo. Deutsch-Umschrift-Safo, 1968  [1960].
- (DE) Andre Eckardt, Sinnschrift-Lernblätter, 1972.